# Pavel Bělobrádek

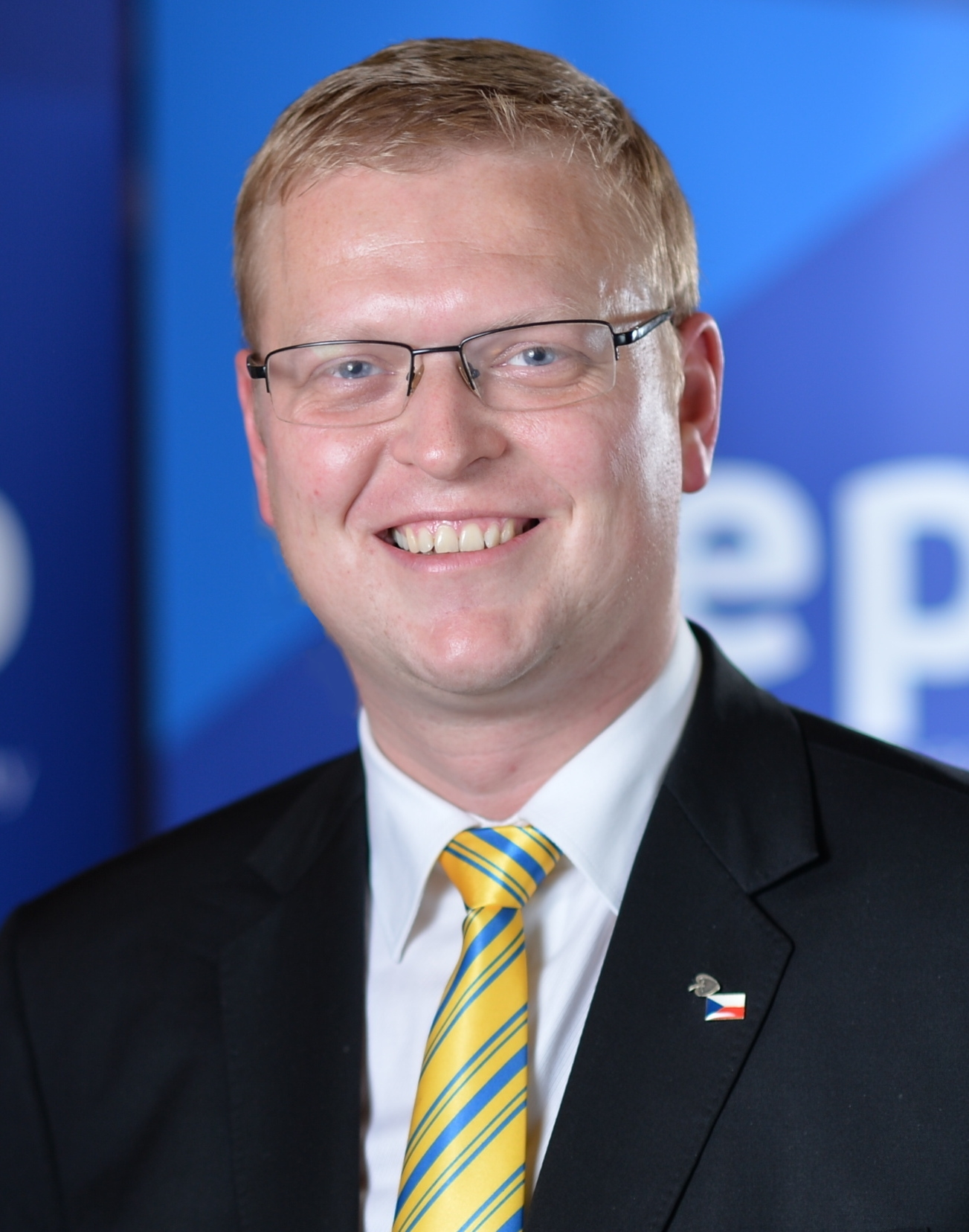
Pavel Bělobrádek, 2015

Pavel Bělobrádek (* 25. Dezember 1976 in Náchod) ist ein tschechischer Politiker. Er war von 2010 bis 2019 Parteivorsitzender der christdemokratischen Partei KDU-ČSL und von 2014 bis 2017 Wissenschaftsminister.

## Leben
Von 1995 bis 2001 studierte er Veterinärmedizin an der Fakultät für Veterinärwesen Hygiene und Ökologie der Veterinärmedizinischen und Pharmazeutischen Universität in Brünn. Zwischen 2004 und 2008 absolvierte er an gleicher Stelle seine Doktorandenausbildung. 2003 erhielt er die Bestätigung des ersten Grades an der Staatlichen Veterinärverwaltung der Tschechischen Republik und 2010 studierte er an der Liberal-Konservativen Akademie CEVRO Volkswirtschaftslehre, Politikwissenschaft, Rechtswissenschaft, Internationale Beziehungen, politisches Marketing und öffentliche Präsentation.
Ab 2001 arbeitete er an der regionalen Veterinärverwaltung für die Region Hradec Králové, wo er bis 2009 als Chef-Veterinär-Inspektor tätig war. In diesem Jahr wurde er der regionale Sekretär der KDU-ČSL. Bis zum Jahr 2004 war in Náchod und hat seitdem mehrere andere Positionen eingenommen (Mitglied des Regionalausschusses, Vorsitzender des Bezirksausschusses, Mitglied des Vorstandes des Regionalkomitees etc.). Im Jahr 2010 wurde er zum Stadtrat von Náchod gewählt.
Am 20. November 2010 fand ein außerordentlicher Parteitag der KDU-CSL in Žďár nad Sázavou statt, bei dem er zum Vorsitzenden der Partei gewählt wurde, eine Stelle, die seit dem Rücktritt von Cyril Svoboda am 29. Mai 2010 vakant war. Er übernahm die Parteiführung von der kommissarisch amtierenden ehemaligen ersten Vizevorsitzenden Michaela Šojdrová. Er gewann 280 von 425 Stimmen, mehr als Michael Šojdrová (84 Stimmen), Ludvik Hovorka (41) und Jaroslav Orel (20). Im Vorfeld sprach er darüber, dass er an Multipler Sklerose erkrankt ist, aber sein Zustand soll für zehn Jahre stabil sein.
Nach den Parlamentswahlen 2013 trat Bělobrádek mit seiner Partei in Koalitionsverhandlungen mit der ČSSD und ANO 2011 und wurde am 29. Januar 2014 zum zweiten stellvertretenden Ministerpräsidenten und Minister für Wissenschaft, Forschung und Innovation in der Regierung Bohuslav Sobotka ernannt.
Bělobrádek ist verheiratet und hat einen Sohn und zwei Töchter.